# Corrida de Reis
A Corrida de Reis é uma corrida de rua realizada que acontece nas cidades de Cuiabá e Várzea Grande no estado de Mato Grosso, é organizada pela TV Centro América, afiliada da Rede Globo.
Com um percurso entre as duas cidades de 10 km a corrida de rua tem data sempre prevista no primeiro domingo após o Dia de Reis Magos (6 de Janeiro). É homologada pela Confederação Brasileira de Atletismo e faz parte do calendário de atletas do Brasil e do mundo como uma das principais corridas do Brasil. Conta com uma das maiores premiações nacionais, premiando com um carro popular novo os ganhadores de ambas as duas principais categorias, e premiando também as categorias por faixa etária e categoria especial, atletas com deficiência física, o que atrai a participação até de competidores de renome internacional.

## História
A Corrida de Reis foi realizada pela primeira vez em 1985: o nome da prova surgiu em homenagem aos Três Reis Magos e reuniu nos primeiros anos da competição uma média de 200 a 300 corredores.
A primeira corrida teve como vencedor Juarez Sabino e Jorilda Sabino. A partir de 1997, o pelotão de elite passou a ser composto por 100 atletas, 70 no masculino e 30 no feminino. A partir de 2009, são 150 corredores na elite, sendo formado pelos 100 melhores colocados no masculino e 50 no feminino da corrida de Reis do ano anterior, mais 50 atletas que comprovarem ter participado em outras corridas de nível nacional e internacional em 2008/2009 e ter se classificado entre os 10 primeiros colocados.
Na corrida de 2013, o queniano Edwin Rotich, que liderou toda corrida, foi atacado por Walace de Souza Nogueira, cujo lembrou o caso do brasileiro Vanderlei Cordeiro de Lima, nas Olímpiadas de 2004
.

## Recordes
Depois de oficializada pela Confederação Brasileira de Atletismo, em 1997, a Corrida de Reis tem como recordista no masculino Valdenor Pereira dos Santos com o tempo de 29’29” (em 2002). No feminino, o recorde é de Maria Zeferina Baldaia, com o tempo de 34’15” (em 2002).

## Percurso

### A partir de 2009

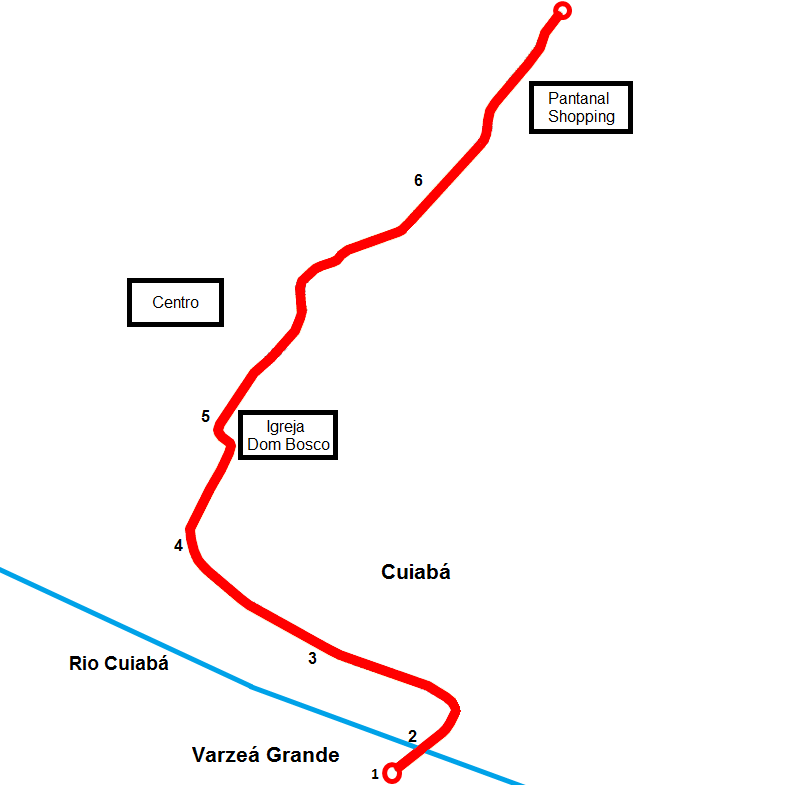
Percurso da Corrida de Reis.

O novo percurso se tornou mais difícil, sem declives como no percurso anterior. No novo trajeto as avenidas são planas e nos 3 últimos quilômetros são de aclive moderado, na avenida Rubens de Mendonça.
1. Saída na Av. Dr. Paraná (1 km)
2. Ultrapassando a ponte Sérgio Motta sobre o rio Cuiabá
3. Avenida Beira Rio (3 km)
4. Rua Tufik Affi (1 km)
5. Avenida Tenente Coronel Duarte (Prainha) (2 km)
6. Avenida Historiador Rubens de Mendonça (3 km)

### Até 2008

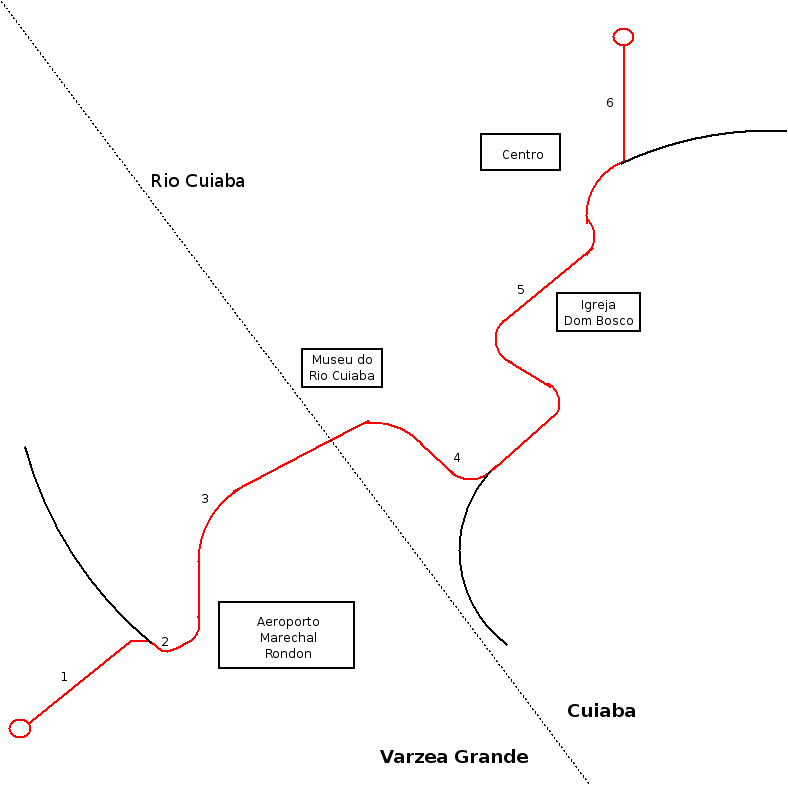
Percurso da Corrida de Reis nos últimos anos.

O percurso é relativamente fácil, com muitas retas e um grande declive durante a Avenida da FEB e para o final um aclive na Avenida Mato Grosso, um fator de grande desgaste é a temperatura, em média 35 graus °C.
1. Avenida Arthur Bernardes
2. Avenida Filinto Müller
3. Avenida orleans
4. Rua Tufik Affi
5. Avenida Tenente Coronel Duarte (Prainha)
6. Avenida Mato Grosso

## Vencedores
| Ano                                                    | Feminino                   | País   | Tempo         | Masculino                   | País     | Tempo         |
| ------------------------------------------------------ | -------------------------- | ------ | ------------- | --------------------------- | -------- | ------------- |
| 1985                                                   | Jorilda Sabino             | Brasil |               | Juarez Sabino               | Brasil   |               |
| 1986                                                   | Jorilda Sabino             | Brasil |               | Tadeu Dias                  | Brasil   |               |
| 1987                                                   | Jorilda Sabino             | Brasil |               | Amauri Ribeiro              | Brasil   |               |
| 1988                                                   | Jorilda Sabino             | Brasil |               | Amauri Ribeiro              | Brasil   |               |
| 1989                                                   | Nadir Sabino               | Brasil |               | Airton Miro                 | Brasil   |               |
| 1990                                                   | Nadir Sabino               | Brasil |               | Amauri Ribeiro              | Brasil   |               |
| 1991                                                   | Cleuza Irineu              | Brasil |               | Amauri Ribeiro              | Brasil   |               |
| 1992                                                   | Nadir Sabino               | Brasil |               | João Neto                   | Brasil   |               |
| 1993                                                   | Solange Cordeiro           | Brasil |               | João Neto                   | Brasil   |               |
| 1994                                                   | Cleuza Irineu              | Brasil |               | João Neto                   | Brasil   |               |
| 1995                                                   | Viviane de Oliveira        | Brasil | 34:28         | Tomix Alves                 | Brasil   |               |
| 1996                                                   | Nadir Sabino               | Brasil |               | Daniel Lopes                | Brasil   |               |
| Oficializada pela Confederação Brasileira de Atletismo |                            |        |               |                             |          |               |
| 1997                                                   | Viviane de Oliveira        | Brasil |               | Ronaldo da Costa            | Brasil   |               |
| 1998                                                   | Viviane de Oliveira        | Brasil |               | Adalberto Garcia            | Brasil   |               |
| 1999                                                   | Viviane de Oliveira        | Brasil | 34:35         | Valdenor dos Santos         | Brasil   | 29:42         |
| 2000                                                   | Fabiana Silva              | Brasil | 35:28         | Daniel Lopes                | Brasil   | 30:20         |
| 2001                                                   | Marcia Narloch             | Brasil | 35:18         | Daniel Lopes                | Brasil   | 29:53         |
| 2002                                                   | Maria Zeferina Baldaia     | Brasil | 34:15         | Valdenor Pereira dos Santos | Brasil   | 29:29         |
| 2003                                                   | Fabiana Cristine da Silva  | Brasil | 35:06         | Daniel Lopes                | Brasil   | 30:11         |
| 2004                                                   | Deborah Mengich            | Quênia | 35:00         | Benson Cherono              | Quênia   | 29:39         |
| 2005                                                   | Nadir Sabino               | Brasil | 35:11         | Wagner Rômulo da Silva      | Brasil   | 29:42         |
| 2006                                                   | Margaret Toroitich         | Quênia | 34:51         | Wagner Rômulo da Silva      | Brasil   | 29:54         |
| 2007                                                   | Lucélia de Oliveira Peres  | Brasil | 35:24         | Clodoaldo Gomes da Silva    | Brasil   | 29:51         |
| 2008                                                   | Alice Timbilili            | Quênia | 35:25         | Franck Caldeira             | Brasil   | 30:03         |
| 2009                                                   | Nancy Jepkosgei Kipron     | Quênia | 34:37         | Marco Joseph                | Tanzânia | 30:03         |
| 2010                                                   | Kipkoech Pasalia Chepkorir | Quênia | 34:24         | Marco Joseph                | Tanzânia | 29:59         |
| 2011                                                   | Eunice Jepkirui Kirwa      | Quênia | 34:30         | Barnabas Koplagat Kosgei    | Quênia   | 30:24         |
| 2012                                                   | Eunice Jepkirui Kirwa      | Quênia | 34:35         | Mark Korir                  | Quênia   | 30:03         |
| 2013                                                   | Nancy Jepkosgei Kipron     | Quênia | 35:57         | Edwin Kipsang Rotich        | Quênia   | 30:03         |
| 2014                                                   | Nancy Jepkosgei Kipron     | Quênia | 33:52 recorde | Edwin Kipsang Rotich        | Quênia   | 29:13 recorde |
| 2015                                                   | Delvine Meringor           | Quênia | 33:53         | Alphonce Feliz Simbu        | Tanzânia | 30:08         |